# Kavaratti
Kavaratti és la capital del territori de la Unió de Lakshadweep a l'Índia. Kavaratti és una ciutat censada així com el nom de l'atol sobre el qual es troba la ciutat. Es troba a 332 km a l'oest de la ciutat de Kannur, 351 km a l'oest de la ciutat de Kozhikode i 404 km a l'oest de la ciutat de Kochi.

## Geografia
L'illa de Kavaratti es troba a 360 km de la costa de l'estat de Kerala. Té una altitud mitjana de 0 metres.
L'illa més propera és l'illot Pitti deshabitat, situat a 24 km al nord de Kavaratti. L'illa habitada d'Agatti es troba a 54 km al NO i Suheli Par a 53 km al SO.
Kochi és la ciutat important més propera a l'Índia continental a una distància de 404 km.

## Clima
Kavaratti té un clima de sabana tropical. De març a maig és el període més calorós de l'any. La temperatura durant tot l'any oscil·la entre 25 i 35 °C o entre 77 i 95 °F. El rang d'humitat és del 70 al 76 %.
Les pluges monsòniques solen començar a finals de maig i continuen fins a principis de novembre. L'illa rep una mitjana d'uns 1.675 mil·límetres de pluja durant l'any.

## Demografia
Religió en Kavaratti (2011)
La població de Kavaratti de 2011 era d'11.210 segons el cens de l'Índia de 2011. Les llengües més parlades són el malaiàlam, el mahl i l'anglés.

## Economia
El turisme és una de les indústries principals de l'illa. L'illa té platges de sorra blanca verges, preferides pels turistes per prendre el sol. Les tranquil·les llacunes de l'illa de Kavaratti són ideals per practicar esports aquàtics i nedar.